# Inocybe godeyi
A Inocybe godeyi é uma espécie de fungo da família  Inocybaceae encontrada na Europa. A espécie produz basidiomas com píleos em forma de cone de até 5 cm de diâmetro. Os píleos são creme, tornando-se mais marrons com a maturidade, e apresentam coloração vermelha quando feridos. O estipe tem até 6 cm de comprimento e um "bulbo" na base. A carne branca tem um cheiro forte e um sabor acre. Os cogumelos podem ser encontrados no solo de florestas nos meses de outono; a espécie forma uma relação ectomicorrízica com as árvores vizinhas, favorecendo a faia. Sabe-se que o cogumelo I. godeyi é venenoso, pois contém compostos de muscarina, e o consumo pode levar à síndrome colinérgica. As vezes, essa espécie é confundida com a mortal I. erubescens.

## Taxonomia
A Inocybe godeyi foi descrita pela primeira vez e recebeu seu nome atual pelo botânico e micologista francês Claude Casimir Gillet em sua obra Les Hyménomycètes ou description de tous les champignons (fungi) qui croissent en France, de 1874. O epíteto específico homenageia o micologista francês Louis-Luc Godey. O micologista britânico Mordecai Cubitt Cooke descreveu uma variedade da espécie, Inocybe godeyi var. rufescens, em uma edição de 1909 do Transactions of the British Mycological Society. No entanto, o nome agora é considerado sinônimo de Inocybe godeyi. Vários outros nomes são reconhecidos como sinônimos. O próprio Inocybe rubescens de Gillet, descrito em uma edição de 1883 da Revue Mycologique, não é mais visto como um táxon separado. O mesmo se aplica à descrição de Narcisse Théophile Patouillard, em 1884, de I. rubescens como uma variedade de Agaricus trinii, Agaricus trinii var. rubescens. Outros sinônimos incluem Inocybe rickenii e Inocybe boltonii, de Roger Heim, em 1931.
No gênero Inocybe, a I. godeyi foi classificada de várias maneiras. Em 1986, o micologista Thom Kuyper colocou a espécie na superseção Marginatae (subgênero Inocybe), juntamente com espécies como I. abietis, I. calospora e I. praetervisa. Rolf Singer considera Marginatae uma seção do subgênero Inocybe, mas colocou I. godeyi na seção Geophyllinae (no subgênero Inocibium), juntamente com espécies como I. agglutinata e I. pudica. Um estudo filogenético de 2002 constatou que a seção Geophyllinae de Singer é provavelmente monofilética (ou seja, todos os táxons vêm de um ancestral comum e recente) e sugeriu que a I. godeyi forma um clado com espécies que incluem I. abietis, I. corydalina, I. agglutinata e I. pudica. Todas as espécies do clado eram Inocybes de esporos lisos com cistídios himeniais metulóides (cistídio que não é pontiagudo na extremidade e tem paredes espessas), mas havia outras espécies que se enquadravam nessa descrição, como  I. lacera, que não faziam parte do clado.

## Descrição
O píleo chega a medir de 2 a 5 cm de diâmetro; é inicialmente em forma de cone, mas se expande para fora e se achata um pouco. Nos cogumelos mais novos é de cor creme, mas, à medida que amadurecem, muda para uma cor ocre ou bronzeada; no entanto, as vezes o píleo pode ficar totalmente vermelho, cor que fica quando machucado. A superfície do píleo dos espécimes mais novos é lisa e sedosa. A superfície dos píleos mais velhos torna-se cada vez mais fibrosa e frequentemente surgem rachaduras, começando na margem e indo em direção ao centro. Geralmente há um pequeno umbo. O estipe se prende ao centro do píleo e mede de 40 a 60 mm por 3 a 8 mm. Em direção à base, a superfície do estipe é coberta por grãos finos e, bem na base, há um "bulbo" bem definido. A cor do estipe é esbranquiçada, tornando-se mais avermelhada à medida que o cogumelo envelhece. A carne é branca, mas gradualmente se torna vermelha quando exposta. As lamelas começam esbranquiçadas, mas gradualmente adquirem a cor de canela; elas são adnexas, o que significa que apenas parte da profundidade das lamelas se prende ao estipe e se aglomera.

### Características microscópicas
A Inocybe godeyi deixa uma impressão de esporos marrom-tabaco, enquanto os esporos individuais são lisos e em forma de amêndoa. Os esporos medem de 9 a 11,5 por 5,5 a 7 μm. Cada basídio apresenta quatro esporos. Tanto os queilocistídios (cistídios encontrados nas bordas das lamelas) quanto os pleurocistídios (cistídios encontrados nas faces das lamelas) são fusiformes ou em forma de garrafa, com algum tipo de incrustação na ponta. Eles têm paredes celulares espessas.

### Espécies semelhantes
As vezes a I. godeyi  é confundida com a mortífera Inocybe erubescens. A I. erubescens, mais rara, como a I. godeyi, apresenta hematomas vermelhos, embora sua cor inicial seja mais clara. A característica mais marcante que as diferencia é que a I. erubescens não tem uma base bulbosa.

## Habitat e distribuição
A Inocybe godeyi pode ser encontrada na Europa. É encontrada no solo em florestas decíduas, particularmente em solo calcário. A espécie é ectomicorrízica, favorecendo a faia. Os cogumelos são encontrados nos meses de outono, de agosto a novembro, solitariamente ou em grupos. Embora os cogumelos possam ser localmente comuns, a espécie é tipicamente incomum.

## Comestibilidade e toxicidade
A carne dos cogumelos Inocybe godeyi tem um cheiro forte que foi descrito como "desagradável", "terroso ou farináceo", e "não distinto". A carne tem um sabor acre. Sabe-se que os cogumelos são venenosos, contendo compostos tóxicos de muscarina. O consumo do cogumelo pode levar a uma série de efeitos fisiológicos, incluindo: salivação, lacrimejamento, micção, defecação, transtornos gastrointestinais e vômito; esse conjunto de sintomas também é conhecido como síndrome colinérgica. Outros possíveis efeitos incluem queda da pressão arterial, sudorese e morte por insuficiência respiratória.

## Links externos
- Inocybe godeyi em Index Fungorum
- Imagens em Mushroom Observer